# Медаль «Отечественная война 1944—1945 гг.»
Медаль «Отечественная война 1944—1945 гг.» — государственная награда Народной Республики Болгарии.

## История
Медаль была учреждена после окончания второй мировой войны.
Медалью награждали участников боевых действий против «стран оси» с момента перехода Болгарии на сторону Антигитлеровской коалиции (9 сентября 1944 года) до окончания войны в Европе в мае 1945 года.
Помимо непосредственно участвовавших в боевых действиях военнослужащих вооружённых сил Болгарии и пограничников Болгарии, медалью были награждены 96 тысяч военнослужащих вооружённых сил СССР, участвовавших в боях совместно с подразделениями болгарских войск.

## Статут
Медаль имела одну степень.
Вместе с медалью вручалось свидетельство о награждении, в котором было указано основание награждения: «За участието в Отечествената война 1944—1945 г.»

## Описание медали
Медаль изготавливается из белого металла и имеет форму правильного круга.
На аверсе изображены государственный флаг Болгарии 1944—1945 гг., государственный флаг СССР, лавровая ветвь и дульная часть винтовки с примкнутым клинковым штыком (стилизованное изображение 8-мм винтовки системы Манлихера обр. 1895 года, в 1944—1945 гг. бывшей основным образцом стрелкового оружия болгарской армии).
На реверсе нанесена надпись «Отечествена война 1944—1945».
В верхней части медали имеется ушко, посредством продеваемого через которое металлического кольца медаль прикрепляется к треугольной колодке с лентой винного цвета (с узкими полосами зелёного цвета по краям).